# Philippe de Rothschild

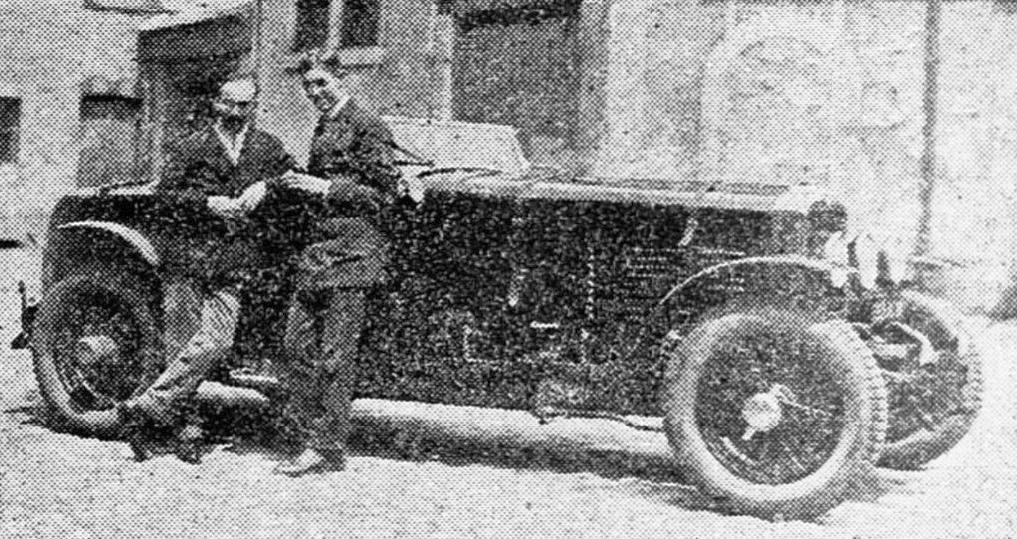
Guy Bouriat (D) et Philippe de Rothschild (G) sur Stutz aux 24 Heures du Mans 1929 (5e).

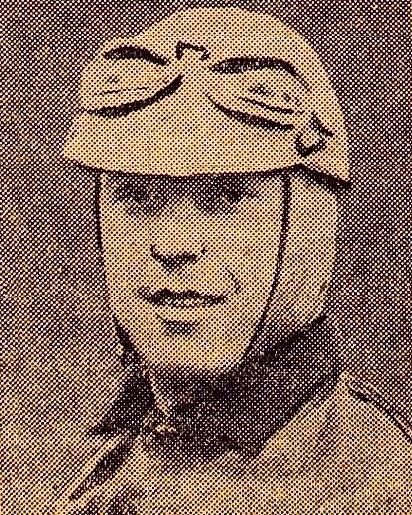
'Georges Philippe' lors de la même épreuve.

Philippe de Rothschild (13 avril 1902 - 20 janvier 1988) appartient à l'une des trois branches des Rothschild en France, les deux autres étant celle de Guy de Rothschild et celle d'Edmond de Rothschild (les deux banquiers). Il fut pilote de Grand prix sous le pseudonyme de « Georges Philippe », scénariste, producteur de théâtre, producteur de cinéma, poète, et l'un des plus célèbres vignerons du monde.

## Biographie

### Jeunesse
Né à Paris, Georges Philippe de Rothschild est le cadet des fils d'Henri James de Rothschild (1872-1947) (qui est un dramaturge réputé sous le pseudonyme d'André Pascal) et de Mathilde Sophie Henriette von Weissweiller (1872-1926). Lorsqu'éclate la Première Guerre mondiale, Philippe, alors âgé de 12 ans, est envoyé par mesure de sécurité dans le vignoble familial de Pauillac dans le Médoc. Là-bas, il développe son amour de la campagne et du vignoble, ce dernier faisant partie des activités familiales depuis 1853 mais pour lequel ni son père, ni son grand-père ne montrèrent un quelconque intérêt.
Dans les années 1920, Philippe vit comme un riche playboy, accompagné de jolies femmes, souvent actrices, lors des soirées parisiennes. L'aîné de Philippe étant devenu l'ami de Robert Benoist alors qu'ils servent tous deux dans l'Armée de l'air lors de la Grande Guerre, c'est par ce biais que pendant un temps, Philippe prend part à des grand prix automobiles. Ayant hérité de son père son goût des voitures rapides, mais désireux de conserver l'anonymat lors de ces compétitions, il utilise le pseudonyme de « Georges Philippe ». En 1922, il bat déjà de 5 min, en 12 h 30, le record de vitesse sur le trajet Paris - Nice détenu depuis l'année précédente par André Dubonnet.
« En 1925 Philippe de Rothschild confia à Charles Siclis, un architecte très en vue, la charge de construire un théâtre moderne dans le style art-déco de l'époque. Il souhaitait une salle petite et sobre, ornée de bois précieux, mais dépourvue du luxe ostentatoire des théâtres à l'italienne. Toutes les techniques les plus modernes furent réservées à la scène pour en faire une œuvre unique en Europe. Avec vingt deux mètres de large et quarante huit mètres de hauteur, elle permettrait de jouer sur plusieurs plateaux à la fois, ceux-ci tournant, montant et descendant à volonté. Ce petit chef-d'œuvre fut réalisé, d'admirables pièces y furent jouées (mais sa vie sera éphémère faute de rentabilité... déjà !)... Le théâtre Pigalle. [...]
Mon père, qui était alors son mécanicien et qui participait à toutes ses courses, l'appréciait. Sans avoir la même bourse ils avaient les mêmes goûts : les jolies femmes, les beaux vêtements mais par-dessus tout les belles mécaniques. Pour mon père, les voitures, c'était son rêve de gosse. À 14 ans il obtint de ses parents, pourtant pas bien riches, d'entrer en apprentissage chez Delaunay-Belleville, car il fallait payer à l'époque pour être apprenti dans ces temples de l'automobile !
La mécanique n'avait plus de secret pour lui lorsque survint la Grande Guerre. »
Jusqu'au jour où son fils Philippe, Georges Philippe, ainsi qu'il se faisait appeler dans le milieu des courses ; le prit avec lui et l'entraîna dans ses aventures comme dans ses succès. À quel moment et pendant quelle course fut-il question du futur théâtre ?
Toujours est-il qu'il fut interpellé en ces termes :
« Si ta femme cherche toujours un bistrot qu'elle le trouve près du chantier, j'ai besoin d'un point de chute pour l'équipe, on l'aidera ! »
Ce fut le sésame que ma mère attendait il arrivait par le biais du théâtre, l'aventure pouvait commencer. »
(extrait du livre Heureusement, il y eut Montmartre de Ginette Milésy)
En 1928, il participe pour la première fois à la véritable course reliant Paris à Nice, le Critérium Paris-Nice, après laquelle il achète une nouvelle Bugatti et participe au premier Grand Prix Bugatti du Mans, où il termine deuxième derrière André Dubonnet. En 1929, il participe à de nombreuses compétitions dont le premier Grand Prix de Monaco lors duquel il se classe quatrième derrière le vainqueur, William Grover-Williams. Trois semaines plus tard, il obtient sa première victoire lors du Grand Prix de Bourgogne à Dijon. Il est encore deuxième du Grand Prix d'Allemagne derrière son coéquipier d'usine, Louis Chiron. Cependant, grâce à ses succès, la presse commence à s'intéresser à ce fameux « Georges Philippe ». C'est par souci de discrétion que Philippe met ainsi fin à sa carrière de coureur automobile, ne participant plus qu'une dernière fois en 1930 aux 24 Heures du Mans. En 1935, Rothschild et son ami, Jean Rheims, qui sponsorisent une équipe de bobsleigh, refusent de participer aux Jeux olympiques d'hiver de 1936 de Garmisch-Partenkirchen en Allemagne, protestant ainsi contre la « persécution des juifs allemands » par le régime nazi.
Il se consacre également à la production en 1932 du premier film parlant du cinéma français ayant obtenu une reconnaissance internationale, le Lac aux dames (adapté d'une nouvelle de Vicki Baum et dirigé par Marc Allégret, script de Colette et dont les vedettes sont Jean-Pierre Aumont et Simone Simon). Il y fait engager sa maîtresse l'actrice Illa Meery.
En 1935, il épouse Élisabeth Pelletier de Chambure (1902-1945). Ils ont deux enfants : Philippine Mathilde Camille (née le 22 novembre 1933 et morte le 23 août 2014) et Charles Henri (mort-né en 1937).
Dans ses mémoires (Milady Vine : the Autobiography of Philippe de Rothschild, écrit en collaboration avec son amie, la réalisatrice Joan Littlewood), Rothschild le[Qui ?]  décrit comme un mariage de grande passion et de tempêtes. Les difficultés du couple s'accroissent lors de la naissance de leur fils qui meurt peu après. Ils divorcent ensuite et sa femme reprend son nom de jeune fille.

### Vigneron
Jeune homme, contrastant avec les traditions aristocratiques de sa famille, Philippe de Rothschild devient plus qu'une simple personnalité de la bonne société. Il n'a que vingt ans lorsqu'il reprend l'exploitation du vignoble de Château Mouton Rothschild et deux ans plus tard, en 1924, avance l'idée de la mise en bouteille au château de l'entier de la production, une idée que d'autres producteurs de grand crus adoptèrent ensuite. Auparavant les exploitations vendaient en gros leurs vins, laissant le soin de son élevage, de son embouteillage et de son étiquetage aux marchands de vin. L'idée de Philippe de Rothschild est de conserver le contrôle de la qualité de son produit et de permettre la commercialisation et la notoriété de l'appellation. Deux ans plus tard, il développe un accord de fixation des prix avec les autres producteurs de grands bordeaux.
En 1932, il constate que le raisin ne correspond pas aux standards de qualités qu'il s'est fixé et décide de ne pas le commercialiser sous l'appellation du château. Cette sélection draconienne des composants du cru le conduisent à commercialiser en 1932 ce qui était rejeté, sous l'appellation « Mouton Cadet ». Le produit a un tel succès qu'il doit acheter du raisin dans tout le vignoble de la région bordelaise afin de satisfaire la demande.
En plus de son idée de mise en bouteille au château, Philippe fait dessiner ses étiquettes par les artistes les plus fameux. Les étiquettes sont l'œuvre de peintres et de sculpteurs devenus célèbres comme Jean Cocteau, Leonor Fini, Henry Moore, Marie Laurencin, Georges Arnulf, Georges Braque, Salvador Dalí, Jacques Villon, Pierre Alechinsky, Joan Miró, Marc Chagall, Pablo Picasso, César, Jean-Paul Riopelle, Andy Warhol et beaucoup d'autres.

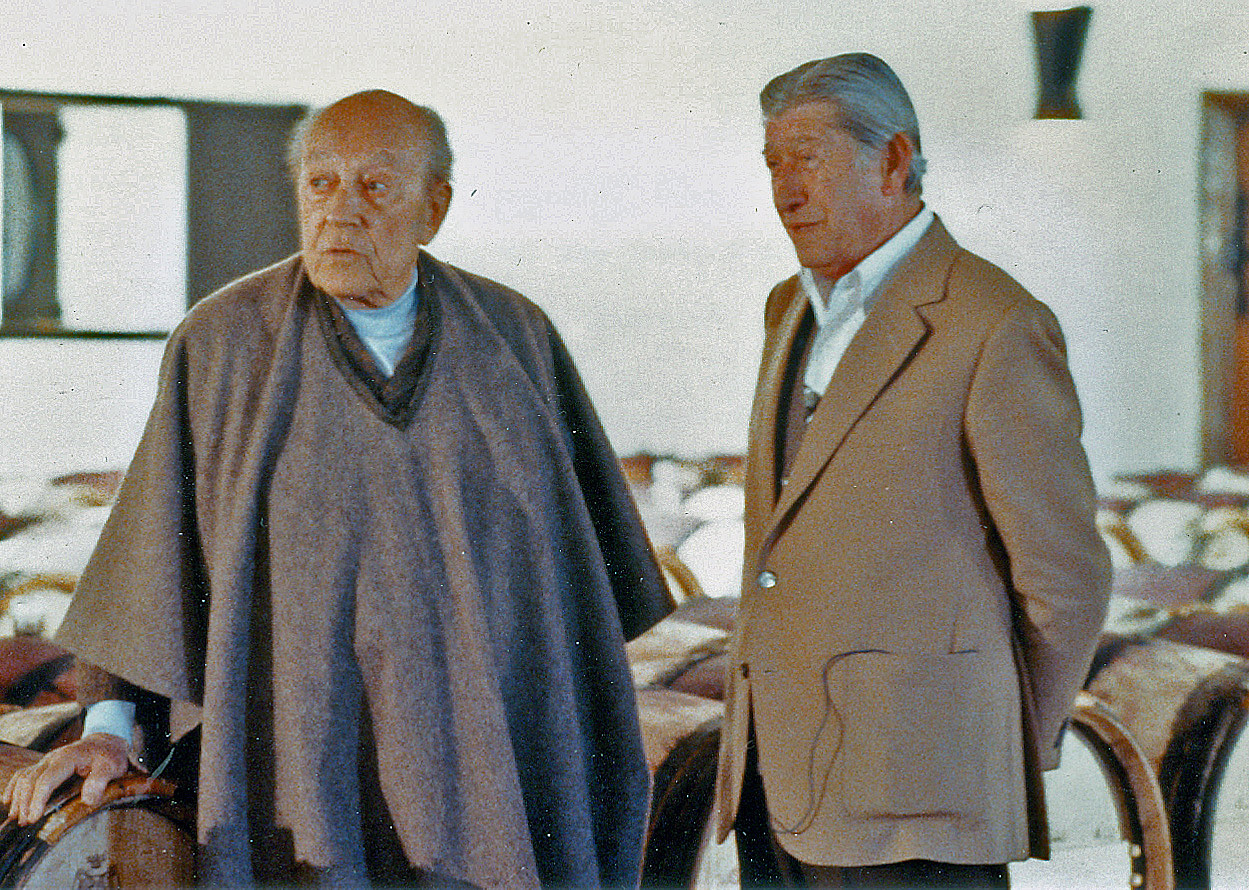
Le baron Philippe de Rothschild dans la cave de son château Mouton Rothschild avec Zino Davidoff (1984)

En 1933 Philippe accroît le domaine de Mouton Rothschild par l'acquisition du domaine du Château d'Armailhacq. Vers la fin des années 1930, les Mouton Rothschild sont considérés parmi les meilleurs vins du monde.
Néanmoins le vignoble de Mouton est toujours classé dans les « seconds crus » par la classification officielle des vins de Bordeaux de 1855, sans doute en raison du désintérêt du précédent propriétaire, le banquier Isaac Thuret.
En 1973, Jacques Chirac, alors ministre de l'Agriculture signe le décret accordant au Château Mouton Rothschild classification en Premier cru.
En 1976, après que son Mouton Rothschild perd contre un vin californien, lors d'une dégustation appelée le Jugement de Paris, il « téléphona à l'un des juges et lui demanda rageusement, « Qu'avez-vous fait à mes vins ? Cela m'a pris quarante ans pour les faire classer en Premier cru ! » »[réf. nécessaire]
En 1997, sous la direction de Philippine de Rothschild, Château Mouton Rothschild s'associe avec Concha y Toro du Chili afin de produire à base de cabernet sauvignon, un vin rouge de type bordelais dans une nouvelle cave construite dans la Vallée de Maipo au Chili.

### Seconde Guerre mondiale
Le déclenchement de la Seconde Guerre mondiale a de sérieuses conséquences sur l'ensemble de la famille Rothschild, d'origine juive. À la suite de l'occupation de la France par les nazis, les parents de Philippe doivent fuir à Lausanne en Suisse et leur demeure parisienne devient le quartier général de la marine de guerre allemande.
Bien qu'ayant été appelé à servir dans l'Armée de l'air, la défaite rapide de la France provoque l'arrestation de Philippe en Algérie par le gouvernement de Vichy et la saisie de son vignoble. Sa citoyenneté française est révoquée le 6 septembre 1940 à cause de ce que le New York Times décrira comme « ayant quitté la France sans permission officielle ou raison valable ». Relâché le 20 avril 1941, Philippe de Rothschild rejoint l'Angleterre et s'engage dans les Forces françaises libres du général de Gaulle, au sein desquelles il recevra la Croix de guerre.
Élisabeth de Rothschild, l'ex-femme de Philippe n'avait jamais pensé qu'elle puisse être inquiétée, étant issue d'une vieille famille française. À son retour en France après la Libération, Philippe de Rothschild apprend que si sa fille est bien saine et sauve, la Gestapo a déporté son ex-épouse en mai ou juin 1944 au camp de concentration de Ravensbrück où elle meurt le 23 mars 1945.

### Après guerre
Dévasté par la nouvelle, Rothschild doit également se préoccuper de son vignoble. L'armée allemande en fuite a causé de sérieux dommages au Château Mouton Rothschild et la propriété a besoin de réparations considérables. Ensemble avec des employés dévoués, il met toute son énergie à restaurer le vignoble et au début des années 1950, il est de nouveau en mesure de produire d'excellents vins.
À cette même époque Philippe reprend sa participation au monde du spectacle, avec Gaston Bonheur il écrit en français et en anglais la pièce Lady Chatterley's Lover. Basée sur la nouvelle de David Herbert Lawrence, leur pièce est ensuite produite au cinéma avec en vedette Danielle Darrieux. En 1952, Rothschild et Bonheur écrivent le scénario du film La Demoiselle et son revenant. Philippe de Rothschild est un poète accompli, et en 1952 son poème Vendange inspire à Darius Milhaud un ballet en trois actes pour l'Opéra de Paris. Il traduit également des poèmes et des pièces de Christopher Fry.
En 1954, Rothschild épouse sa maîtresse, Pauline Fairfax Potter (1908-1976), une Américaine, née à Paris, qui a été dessinatrice de mode chez Hattie Carnegie. Après leur mariage, elle fait usage de ses talents d'esthète pour restaurer le vieil entrepôt de la propriété et en faire une superbe demeure, ce qui la rend célèbre dans le monde de la mode et de la décoration d'intérieur.

### Arts
En 1962, à Mouton, les Rothschild créent un « Museum of Wine in Art » où est exposée une collection sans prix d'œuvres d'art couvrant trois millénaires d'histoire du vin, comprenant des œuvres de Pablo Picasso et de la verrerie rare. En 1970, Rothschild achète le Château Clerc Milon, un cinquième cru situé à côté de sa propriété. Après avoir atteint le but de son existence en 1973 lors du classement du Château Mouton Rothschild en Premier Cru, il commence à regarder hors de France pour de nouvelles opportunités vinicoles et en 1980 il annonce une entreprise commune avec le vigneron américain, Robert Mondavi, pour fonder l'« Opus One Winery » à Oakville (Californie).
Philippe de Rothschild reste actif dans le marché du vin jusqu'à sa mort en 1988 à l'âge de 85 ans.
La relève est assurée par sa fille, Philippine de Rothschild, qui devient à son tour, jusqu'à son décès en 2014, une figure emblématique du vignoble bordelais.